# غلاديس كارديف
غلاديس كارديف (بالإنجليزية: Gladys Cardiff)‏ هي مربية وكاتِبة أمريكية، ولدت في 1942.